# Muhammad Abu al-Kasim az-Zuwajj
Muhammad Abu al-Kasim az-Zuwajj (arab. محمد أبو القاسم الزوي, Muḥammad Abū al-Qāsim az-Zuwayy; ur. 16 maja 1952) – libijski polityk i dyplomata, sekretarz generalny Powszechnego Kongresu Ludowego i oficjalny szef państwa od 26 stycznia 2010 do 23 sierpnia 2011.

## Życiorys
Muhammad Abu al-Kasim az-Zuwajj, kolega ze szkolnych lat i następnie współpracownik pułkownika Mu’ammara al-Kaddafiego, w 1969 uczestniczył w zamachu stanu, w wyniku którego od władzy został odsunięty król Idris I. W czasie rządów al-Kaddafiego zajmował stanowisko ministra sprawiedliwości. W 2001 został mianowany ambasadorem w Wielkiej Brytanii, dwa lata po przywróceniu przez oba kraje stosunków dyplomatycznych. W tym czasie prowadził działania na rzecz wyprowadzenia Libii z międzynarodowej izolacji z powodu jej zaangażowania w program budowy broni nuklearnej oraz uchylania się od odpowiedzialności za zamach nad Lockerbie. Współpracował w tym zakresie z synem al-Kaddafiego, Sajf al-Islamem. 
26 stycznia 2010 został wybrany sekretarzem generalnym Powszechnego Kongresu Ludowego, będącym oficjalnym szefem państwa. 
Po wybuchu powstania przeciwko al-Kaddafiemu i wojny domowej w 2011, pozostał u boku pułkownika. Stanowisko utracił de facto wraz z udaną ofensywą powstańców na Trypolis i zdobyciem siedziby al-Kaddafiego 23 sierpnia 2011. Władzę w kraju przejęła wówczas Narodowa Rada Tymczasowa, która 16 września 2011 została oficjalnie uznana przez ONZ. 
8 września 2011 został osadzony w areszcie domowym w Trypolisie przez siły Narodowej Rady Tymczasowej.